# Amucallia hovorei
Amucallia hovorei là một loài bọ cánh cứng trong họ Cerambycidae.